# Skov
Ett skov är en tillfällig försämring (uppflammande) av ett sjukdomsförlopp, eller en kraftig stegring av ett mer konstant men cykliskt sjukdomstillstånd. Skov förekommer vid till exempel multipel skleros (MS), bipolär sjukdom, kronisk depression, kroniskt trötthetssyndrom, inflammatorisk tarmsjukdom (som till exempel Crohns sjukdom) och schizofreni. Vid sällsynta fall blir man aldrig lika bra som man var före skovet. I äldre språkbruk kan ett skov också vara en period av tillfällig förbättring.
Skov är också ett verbalsubstantiv till verbet skjuva. I allmänspråket betecknar ”skov” en period av förändring inom vilket område som helst, icke blott sjukdom. Betydelsen ”mer eller mindre permanent förskjutning i ett politiskt eller juridiskt system” har populariserats av Jan Myrdal.[källa behövs]